# 風の谷のナウシカ
『風の谷のナウシカ』（かぜのたにのナウシカ）は、宮崎駿による日本の漫画。アニメーション監督・演出家でもある宮崎が、1982年に徳間書店のアニメ情報誌『アニメージュ』誌上にて発表したSF・ファンタジー作品。
戦争による科学文明の崩壊後、異形の生態系に覆われた終末世界を舞台に、人と自然の歩むべき道を求める少女ナウシカの姿を描く。1984年には宮崎自身の監督による劇場版アニメ『風の谷のナウシカ』が公開された。2019年には歌舞伎化された。
漫画は『アニメージュ』1982年2月号より連載を開始し、映画制作などのため4度の中断期間を挟みながら、1994年3月号にて完結した。1994年に第23回日本漫画家協会賞大賞、1995年、第26回星雲賞コミック部門を受賞。コミックス全７巻の累計発行部数は1780万部を突破している。海外でも8か国語で翻訳・出版されている。2007年の文化庁メディア芸術祭「日本のメディア芸術100選」マンガ部門では第8位に選出された。

## あらすじ
高度産業文明を崩壊させた「火の7日間」という最終戦争から1,000年後の地球。汚染された大地には異形の生態系である菌類の森「腐海」が徐々に拡がり、腐海には昆虫に似た蟲（むし）と呼ばれる巨大生物達が生息する。
菌類は一欠片でも村に侵入を許せば、たちどころに汚染が広がり、菌類が放出する瘴気（しょうき）は、多量に吸い込めば一時も持たず死に至る。衰退した人類たちは瘴気と蟲に怯えながら、錆とセラミック片に覆われた荒廃した世界での暮らしを営んでいた。
トルメキア、土鬼（ドルク）という敵対する二大列強国が覇権を争っている中、腐海の辺境にあるトルメキアと盟約を結ぶ小国風の谷から、物語は始まる。風の谷の族長ジルは、腐海の毒に侵されて病床にあり、ジルの娘ナウシカが代理で国を治めていた。
ある日、ペジテ市を滅ぼしたトルメキアの第四皇女クシャナ及び親衛隊から逃れるため、ペジテの避難民を乗せたブリッグが、腐海に隠れ蟲を殺した為、蟲に襲われ風の谷に近い腐海の縁に墜落する。ブリッグに搭乗していた瀕死の王女ラステルは、救助に駆け付けたナウシカにとある石を託し、兄に渡して欲しいと懇願して事切れる。その石は、最終戦争で世界を滅ぼした巨神兵を蘇らせる鍵となる秘石であった。
巨神兵を得ようとしたクシャナ達が、秘石の捜索の為に風の谷に飛来。検疫を受けないままの強行着陸をとがめたナウシカは、クシャナの部下と一騎討ちを演じる。ナウシカの師匠でもある旅の剣士ユパの仲裁で停戦し、クシャナ達は谷を去る。やがてトルメキアは土鬼との戦争の為、盟約を盾に辺境諸国に出征を強いる。夜明けと共にナウシカは父ジルに代わり、風の谷のガンシップに乗り、城オジと呼ばれる数名の老従者と共にクシャナ支隊へ合流する。
土鬼の地へ向けて腐海を南進するクシャナ支隊の空中艦隊を、ラステルの兄アスベルが操るペジテのガンシップが単機で奇襲し、多大な損害を与えるも装甲コルベットに撃墜される。乱戦の中で風の谷のバージのワイヤーが切れ、不時着水する。バージを回収する為に降下したナウシカは、地蟲（じむし）と翅蟲（はむし）に襲われるアスベルを、腐海下層部でメーヴェで救出するが、翅蟲達に追われ腐海の奥に逃げる途中、彼がメーヴェから落ち着地する。直後にナウシカは翅蟲達に襲われ、メーヴェから落ち瘴気マスクを失い、気絶し着地する。その後目覚めたナウシカは、腐海下層部の大気が清浄である事を発見する。そして、その地の砂とナウシカが以前ユパに見せられた腐海下層部の無毒の砂との共通点を見出し、腐海が汚染された大地を浄化している真実に気づく。
劣勢の土鬼軍は、腐海の植物を品種改良し、特殊な瘴気を出す生物兵器を、土鬼の町に駐留するトルメキア軍に対し使用した。この人工の森の瘴気は蟲を死に至らせる物であり、マスクを持たない軍を撃退する事に成功した。しかし、トルメキアに輸送中の菌類の苗が土鬼各所で一斉に突然変異を起こし生じた、重マスクでも浄化できない程の強毒の瘴気を出し、増殖力の大きな粘菌が暴走し始め、事態は収拾不能になる。かねてからこの粘菌の発生を予知していた蟲は、暴走する粘菌に向かって大量に集結した。蟲達が粘菌に自らを吸収させる事で粘菌はやがて通常の瘴気並に弱毒化し、暴走は収束していく。大量の蟲（特に王蟲（オーム））が移動する現象は物語中で「大海嘯（）」と呼ばれており、移動する蟲の体に付着した胞子が蟲の死骸を介して拡がり、腐海をより拡大してしまう。結果、土鬼の主要な国土はほとんど滅亡するに至った。
ナウシカが大海嘯を止めようと土鬼の地を1人で探索する内に、大海嘯が収束し、「森の人」と呼ばれる種族の1人、幽体離脱をしたセルムに導かれ、彼女は幽体離脱をし、腐海の植物群が浄化し、蟲達が守る、「青き清浄の地」を見る。その後、土鬼軍がペジテに駐留するクシャナ支隊の蟲使いから奪取し、土鬼で復活させ、トルメキアに輸送中の眠る巨神兵の胎児と土鬼で会ったナウシカは、覚醒した胎児の前でアスベルに託された秘石を掲げ、巨神兵の母となる。土鬼の聖都シュワにある「墓所」と呼ばれる施設は、内部に旧世界の科学技術を保存しており、皇帝達に技術を与える事で世界を動かしていた。墓所の技術で戦争利用の為、腐海植物を品種改良した他、巨神兵を復活させた事を知ったナウシカは、今起きている瘴気を使う戦争を止め、巨神兵の戦争利用を防ぐ為、「墓所」を永久に封印しようと巨神兵と共にシュワに向かう。
旅の途中ナウシカは、エフタル語で「無垢」を意味する「オーマ」と巨神兵に名づける。生まれたばかりの赤子のような幼児性と残虐性を持ち合わせていた巨神兵は、名を得るや急速に知能レベルを発達させ、旧世界におけるあらゆる利害を調停する為に人工的に作られた神、「裁定者」としての役割に目覚める。
その後ナウシカは、古代の動植物や文化を保存している「庭園」の中に入り、オーマと別れ、「庭園の主」と会話した際、セルムに助けられ、腐海生物が旧世界の技術による人工生命体であること、自身を含む現生人類及び腐海外の現生動植物は、旧世界の人々が、汚染された環境に適合するよう人類及び旧世界の動植物を改造した人工種であり、浄化完了後の清浄な世界では腐海生物同様に生存できないという事実を知る。旧世界の人々は腐海を作り出して世界の浄化完了後、火の7日間によって絶滅に瀕した科学文明勃興以前の動植物や文化を復活させると共に、清浄な世界で生きられる体を持つ、穏やかな新人類をこの世に生み出し、世界を再建する事を目的としていたのだ。
「墓所」はそれ自体が意識と旧世界の科学知識を持つ人工生命体でもあり、墓所とシュワに到着したオーマが互いに攻撃し合った結果、街は墓所以外跡形もなく壊滅する。
遅れて到着したナウシカは墓所の中に入る。墓所の中枢にあり、表面に1,000年前の古代文字が現れる肉塊は、「墓所の主」と呼ばれ、ナウシカに浄化完了後の戦争のない理想郷を作る為に協力して欲しいと言い、汚染に適応した現生人類を元に戻す技術も表面に記されてあるとも言う。しかしナウシカは、清浄のみを追求し一切の汚濁を認めない旧世界の計画に反発して協力を拒否し、「墓所の主」をオーマに握り潰させる。
その後「墓所」は、旧世界を研究し「墓所の主」と共にいる事を望む科学者達と、ヒドラ達、そして新人類の卵を内部に収めたまま倒壊した。「苦しみや悲しみ、そして死も人間の一部である事を受け入れ、汚濁と共に生きてゆく事」。それがナウシカの選択であった。
オーマはナウシカに看取られながら役目を終え、生き延びたナウシカは全ての真実を胸の奥に秘めたまま帰還する。そして、土鬼の地に留まり土鬼の民と共に生き、土鬼で会った少年チククの成人後に風の谷に帰ったとも、やがて森の人の元へ去ったとも言い伝えられたという。

## 登場人物
ナウシカ
主人公。風の谷の族長ジルの末娘で16歳。「風使い」として大気の流れを読む能力を持ち、動力付き小型グライダーのメーヴェを乗りこなす。腐海を含めた全ての生き物を愛し、それらと心を通わす力を持つ。父に代わって参戦したトルメキア戦役で見出した異変について調べるべく、クシャナと共に土鬼の地へ赴く。

アスベル
ペジテ市長の息子で16歳。勇猛果敢な少年。故郷を滅ぼしたトルメキア軍の空中艦隊を奇襲するも撃墜され、墜ちた先の腐海でナウシカに助けられる。ナウシカと共に土鬼の船に捕縛されるが彼女を逃す代わりに自身は残り、後に土鬼の人々を皇帝から離反させる原動力になる。ラステルという妹がいたが、避難民と共に乗っていた貨物船が墜落し亡くしている。

ミト
風の谷の城で働く城オジのリーダー格で40歳。左目に眼帯をつけたいかつい風貌だが根は心配性で、常にナウシカのことを案じている。ナウシカと共にトルメキア軍に従軍した後一度は谷へ帰らされるものの、ナウシカの力になるべくガンシップで土鬼の地に向かう。

ユパ
ジルの旧友でナウシカの師。45歳。腐海一の剣士と呼ばれている。トリウマ2頭と共に腐海の謎を解くための旅を続けており、時折谷へ帰ってくる。ナウシカには誕生日のお祝いとしてキツネリス（ナウシカにテトと名付けられる）をナウシカに贈ったり、ナウシカの出陣の際はトリウマの内1頭を贈った。潜り込んだ腐海の蟲使いの村でアスベルと土鬼の少女ケチャに出会い、以後行動を共にする。終盤、復讐に駆られた土鬼兵の刃からクシャナを身を挺して庇い、両者の和解を成した。

クシャナ
トルメキア王国の第4皇女で25歳。王家で唯一先王の血を引き、容姿・武才共に優れ、トルメキア第3軍最高指揮官として兵から絶大な信頼と忠誠を得ている。そのために父や兄から疎まれ、トルメキア戦役では主力を召し上げられた上で使い潰され、また自身の進軍経路も敵軍に密告されており率いていた部隊は潰滅した。ナウシカと共に行動する中で、憎しみに依らない生き方を知る。

クロトワ
クシャナ付きの参謀。平民出の軍大学院卒で27歳。軍目付としてヴ王から送り込まれたが生き延びるためにクシャナに寝返り、戦乱を潜り抜ける中でお互いに信頼しあう仲となる。

ミラルパ
土鬼神聖皇帝（皇弟）。超常の力を持ち兄を差し置いて実権を握っていた。墓所の技術によって100年以上生きており、かつては慈悲深い名君だったが愚かなままの民に失望し暴君に成り果てた。古い伝承の「青き衣の者」と重なるナウシカを抹殺しようと何度も襲うがその度に撃退され、最終的に兄によって誅殺された。

ナムリス
土鬼神聖皇帝（皇兄）。超常の力がなく組み敷かれていたが、弟を殺し実権を握る。墓所の技術によってヒドラと同じ体に改造されている。トルメキアに逆侵攻しクシャナと共に土鬼＝トルメキア二重帝国を建てるという「血をたぎらせ」るための計画を立てるが、ナウシカと対決した際に目覚めた巨神兵によって重傷を負い、後に頭だけになった挙句腐海へと落ちていった。

チクク
土鬼先王朝・土王のクルバルカ家末裔の幼い少年。ナウシカが旅の途中で立ち寄ったオアシスで出会い、以後行動を共にする。強力な超常の力を持ち、その力でナウシカやユパの手助けをする。

セルム
森の人と呼ばれる腐海に住まう一族の少年。森に墜落したユパたちや意識が自閉したナウシカを助け、導きを与える。

蟲使いたち

腐海に住み、蟲を使って金目の物を漁る一族。金のためにはトルメキア・土鬼どちらにも利する。終盤、ナウシカのために各部族から若者が一人ずつ選びだされ、共にシュワへ向かった。

## 設定
英語名（※漫画の英訳版、および、映画の吹替版として2003年にウォルト・ディズニー・ピクチャーズから発売された北米再吹替版〈en〉における名称）は特定できるものに限って表記する（英：○○と表示する）。英語名は日本語名の対訳名ではなく、あくまで英語版における当該キャラクター名や事象名を示している。映画の最初の英語吹替版である "Warriors of the Wind "（en. 1985年発売）における名前は、ニューワールド・ピクチャーズ製ということで記号「NWP：」の後に表記する。こちらは現在は通用していないので、表記も太字で強調しない（※太字で強調しているのは現在の通用名）。

### 世界観
産業革命から1,000年を経て極限まで科学技術の発展した人類社会が、「火の7日間」と呼ばれる最終戦争によって滅びてからさらに1,000年余りが経過した未来の地球が舞台。作中ではセラミック時代終末期と記述されている。
火の7日間によって地球全体に有毒の汚染物質がばらまかれており、更に陸地の大部分は菌類の森「腐海」に覆われ、人類は腐海の毒が及ばない地域で生活している。しかし腐海は少しずつ広がり続けており、わずかに届く毒で子は育たず、石化の病が流行り、人口は減り続けている。また海は「この星の汚染物質が最後にたどり着く所」とされ、人類は海からの恩恵も得られなくなっている。火の7日間以前の産業文明は旧世界と呼ばれ、かつての高度な科学技術は失われて地下の古代都市から発掘された遺物を利用するに留まり、人々の生活様式は現代からすら大きく後退している。それでも人類同士の勢力抗争は続いており、作中ではトルメキア王国と土鬼諸侯国連合の間で勃発したトルメキア戦役の模様が描かれる。また王国内では王位継承権を巡り権力闘争が続いている。
終盤では、文明を衰退に追いやった諸々の事象が世界を再建する為の遠大な計画であったという真実が語られる。火の7日間は兵器としての巨神兵が世界を焼き尽くした戦争と伝えられてきたが、巨神兵の真の役目である裁定により世界破壊が選択された事が示唆されている。腐海も序盤では汚染された世界を浄化するために生まれたという仮説が述べられるが、これも旧世界によって人工的に作り出されたことが示されている。人類や腐海外の動植物はかつての生命工学によって毒へ耐性を持つよう作り変えられており、逆に清浄な世界では生きていけなくなっている。そして旧世界の知識と技術は、墓所の主や庭園の主といったかつて作られた人工神により守られていた。

### 国家
辺境諸国
トルメキアの北西に広がるエフタル砂漠に点在する小国群。風の谷のような農耕国や、ペジテ市のような工房都市など様々な国からなる。表向きは辺境自治国だが、実際はトルメキアを宗主とする事実上の属領である。自治権の保証と引き替えに、トルメキア王の召集に応じて各国の族長が参戦するという盟約を結んでいる。
これらの辺境諸族はかつて存在した「エフタル」という王国の末裔である。エフタルでは火の7日間で失われたはずの技術が守り伝えられていたが、物語から300年前の王位継承をめぐる内戦とそれが引き金になって発生した3度目の大海嘯により滅亡し、技術は失われ国土の大半は腐海に没した。わずかに生き延びた人々が腐海のほとりに住み続け、トルメキアの属領になったという。
作中ではトルメキア戦役勃発に伴って各族長が招集されクシャナの指揮下に置かれるが、クシャナ部隊壊滅後は解散。土鬼の脅威に備えて、トルメキアとの盟約を破棄し再びエフタルの旗の下に連合を組む。

風の谷（英：Valley of the Wind）
主人公ナウシカの故郷である辺境の小国。人口は500人未満。辺境の中でもトルメキアに近く、腐海が特に海に接近している地域にある。海岸から続く谷に立地し、海風によって腐海の瘴気から守られているが、それでもわずかに届く毒が死産や石化の病を起こし人口は少しずつ減っている。谷には風車が多数建っており、人々は主に農耕に従事している。
立地上風が非常に重要視されており、「風の神さま」に祈るシーンが複数回あるほか、大気の流れを読み取って人々を瘴気や流砂から守る「風使い」という職がある。
ナウシカの言葉が「エフタルの言葉」といわれたり、風の谷の使者の作法が「エフタルの民の作法」といわれるなど、文化の面では旧エフタルから多くを引き継いでいるようである。
なお、映画終盤で風の谷の人々が篭城した酸の湖岸の旧世界の宇宙船の残骸は、原作では風の谷の東北東200リーグ（約360 km）にあり、風の谷ではなく工房都市セム市に属する鉱山になっている。また酸の湖も、映画では谷と腐海の間の砂漠にあるが、原作では辺境諸国と土鬼諸侯連合のほぼ中間に位置する腐海のただ中で位置が異なっている。

ペジテ市（英：Pejite、NWP：Placeda）
辺境の工房都市国家で、風の谷の隣国。エフタル砂漠の中にあり、腐海からは100リーグ（約180 km）ほど離れている。市中には500年に渡って古代都市からエンジンなどを発掘し続けた地下坑道がある。
物語前年の暮れに巨神兵を発掘し、手違いから復活させてしまう。そのためトルメキアによって都市は破壊しつくされ、人々は皆殺しにされた。唯一脱出したブリッグは腐海に隠れた際に蟲に襲われ墜落、乗っていた避難民は全滅した。
映画でも同様にトルメキア軍に占拠されるが、王族と共に脱出したブリッグは逃げ延びており、彼らの手引きによってペジテ市は蟲の大群に襲われ占拠するトルメキア軍ごと壊滅した。

トルメキア（英：Torumekia、NWP：Temecula）
正式名称はトルメキア王国。風の谷の東にある大きな半島に広がる大国。王都トラスはかつての巨大都市に寄生しており、数多くの超高層ビルが立ち並ぶが、いずれも廃墟である。現王はヴ王で、子は3人の皇子と末娘の皇女クシャナ。やはり人口が減少し続けており、土鬼からの奴隷で減少分を賄おうとしていた。
王族による過酷な王位継承争いが古くから続いており、ヴ王は「我が血は最も古く、しかして常に新しい」と称している。クシャナのみが先王の血を引いているが兄たちとは「血を分け」ており、3皇子は異母兄弟・ヴ王の連れ子と言える。トルメキア戦役ではクシャナの育て上げた軍団は召し上げられた上で敵地に置き去りにされ、クシャナ自身も僅かな手勢と辺境の雑戦力で進撃を命じられた挙句進撃経路は土鬼側に内通されていた。トルメキア王家の紋章である「互いに争う双頭の蛇」は、これらの王家代々の骨肉の争いを象徴していると皮肉られている。
最終盤、王位はヴ王からクシャナに譲られたがクシャナは即位せず生涯「代王」を名乗り、以後トルメキアは王を持たぬ国になったとされる。
映画ではトルメキア帝国に国号が変わっており、西方の強大な軍事帝国ということになっている。発掘された巨神兵を狙って突如侵攻してきた敵国として描かれる。

土鬼諸侯国連合（英：Dorok）
トルメキアとは内海、辺境とは腐海を隔てた先にある部族国家の連合体。はるか内陸の聖都シュワを中心とした皇帝領、7つの大侯国、20余の小侯国と多数の小部族国家のあわせて51の国から成り立つ。流通硬貨はトルメキアの硬貨より質が良く、戦役の影響で国外でも使用されるようになっている。
神聖皇帝と、その下の官僚機構である僧会が国政を担っている。政教一致が強く、各侯国の族長が僧侶であったり、僧会が独自の軍事力である僧兵を保有したり、国政を儀式化している部分もある。現神聖皇帝は皇兄ナムリスと皇弟ミラルパの兄弟だが、超常の力を持つミラルパが実権を握っている。中盤、ナムリスが弟を謀殺して実権を掌握し、僧会の権力を剥奪しその構成員の粛清を行った。国内でも部族間の揉め事が絶えず、内紛の火種を抱えた状態にある。その為、国の統治は僧会と神聖皇帝家に対する畏怖と崇拝、力への恐怖と尊崇による恐怖政治に依存していた。
かつては「土王」と呼ばれるクルバルカ家が土鬼の地を治めていたが、時代が下るごとに圧政と狂気に満ちた政治になり、先代の神聖皇帝により簒奪された。土鬼諸国の庶民の間には、いまだにクルバルカ家に対する崇敬や、先代神聖皇帝と僧会によって禁止されたはずの土着宗教の信仰が密かに残っており、僧会の布教と土着信仰が混同されている所もある。
歴代の王が聖都シュワにある墓所の中にいる墓所の主と契約を結び、墓所に保存された旧世界の技術を利用している。戦争でも墓所の技術を利用し、腐海瘴気の兵器化や巨神兵の蘇生などで戦争を有利に導くはずだったが、最終的に大海嘯を引き起こしてしまい、国土のうち広大な内陸部が腐海となり失われ沿岸部だけが残った。
映画では登場しない。

サパタ土侯国
土鬼諸侯国連合を構成する部族国家のひとつ。内陸部で腐海から100リーグほど離れており、穀倉地帯がある。トルメキア戦役においてその都城にトルメキア第3軍第1連隊が籠城し包囲されるが、クシャナ主導による攻勢で全滅を免れ、後に1個中隊を残して脱出した。その後の大海嘯でサパタを含む土鬼内陸部は腐海に飲まれた。サパタ族はサジュ族と仇敵であるらしい。

墓所（英：The Crypt）
聖都シュワの中心部にある旧世界が遺した建物。真っ黒な四角錐台で、様々な形状のブロックを組み合わせたような見た目をしている。周囲は深さ300メルテ以上の空堀に囲まれており、連絡は正面の橋を渡るしかない。非常に硬質な素材で、生半可な攻撃ではかすり傷すらつけることができない。扉の上には「目」がついており、侵入しようとするものを光線で攻撃する。巨神兵のような強大な相手には、外壁を動かして開けた穴からより強力な光弾で攻撃することができる。
土鬼の歴代王朝は墓所に協力する代わりに技術提供を受ける契約を結び、墓所の周りに王都を築いてきた。墓所はそれ自体がいきものであり、多少傷つけられても自ら修復する能力がある。地下深くにある肉塊は墓所の主と呼ばれ、火の7日間で焼き尽くされる以前の高度な科学技術を保存している。墓所の主の表面には古代文字の文書が夏至と冬至の年2回1行ずつ現れ、教団と名乗る科学者達が来たるべき浄化の時の再建の光となるべく、墓所の内部に住居を築いて解析・解読を行っている。この文書が全て現れた時が世界が清浄に戻った時であり、汚染に適応した人類を元に戻す技術も現れるという。また墓所の内部には穏やかで賢い新人類となるはずの卵が多数存在する。墓所の血は王蟲の血より更に青く、ナウシカは両者が同じだと気づいた。
墓所と巨神兵の戦いでトルメキア軍が全滅したことでヴ王は墓所内部に招かれる。追ってナウシカも到着し墓所の主と対面するが、完全に清浄な世界の復活を語る主をナウシカは否定。主の本体たる肉塊をオーマに握りつぶさせ、墓所は崩壊した。

### 腐海
腐海（英：Toxic Jungle、NWP：Toxic Jungle）
巨大な菌類からなる樹海で、蟲（むし）と呼ばれる異形の動物達が棲んでいる。木々は空気中に瘴気と呼ばれる毒ガスを放出する為、瘴気マスクをつけなければ人間や一般の動物が腐海の中で生存することはできない。蟲や植物、粘菌といった種の枠すら超えた生物群集をなし、腐海ではいかなる菌類も単独では存在せず互いに共生・寄生しあって複雑な生態系を構成している。1000年前に突然出現したとされ、その範囲は拡大を続けている。
蟲、特に王蟲の大群が腐海の外へと暴走し、津波のように押し寄せる現象を大海嘯（だいかいしょう）と呼ぶ。大海嘯の後は蟲の死骸から新たな腐海が誕生する為、膨大な面積が一度に腐海と化す事になる。
ナウシカや森の人らは腐海とは世界を浄化するために生まれたものであるという仮説に辿り着いていたが、実際にはかつての生命工学によって生み出された人工の生態系であることが物語終盤に判明する。腐海は時間と共に層をなして厚みを増していくが、その過程で下部は枯死して石化し、おおよそ100年ほどで崩れて空洞ができる。この空洞は生まれて300年ほど経つと空気中の瘴気が細かい結晶になって安定化し、人間がマスクをせずとも呼吸できる空間になる。大地の毒を全て結晶化すると腐海の木々は大きく育たなくなり、層を維持できなくなって崩壊し空洞が露呈、腐海に没してからおよそ1000年で清浄な大地が復活する。作中では既に腐海が解毒を終えた地域が存在しており、毒に適応するよう改造された旧来の生物はここでは生きられないものの、新たな動植物が誕生して世界の再生が進んでいることが示されている。

腐海の植物
植物と呼ばれているが、実態は巨大化した菌類である。菌糸を体の構成単位とする糸状菌が主であるが、植物体の構造や生態は従来の真菌類とは大きく異なっている。顕微鏡サイズの微小な種から種子植物並みかそれ以上に巨大に生長する種まで、その大きさは多種多様で、大型の種は一般に、地中深く張った菌糸の根と幹、枝、葉に分化した地上部を持つ巨大な樹木となる。
「花」と呼ばれる成木がつける胞子嚢や発芽する芽から胞子を飛ばして繁殖する。胞子が大地や普通の植物、動物の死体などに付着するとその内部に菌糸を伸ばし、十分に成長すると「発芽」して植物様の「木」になる。わずかでも胞子が入り込めばたちまち繁殖して一帯は腐海に飲み込まれてしまうため、腐海の近くで暮らす人々は胞子を発見次第焼く・胞子の入り込みそうなところを蒸気で熱処理するなど注意を払っている。
腐海の植物は瘴気と呼ばれる毒性のガスを放出するため、一般の動物は腐海内で生存することができない。瘴気マスクを身につけずに腐海に入れば5分で肺が腐るとされる。瘴気は空気より重いため、ある程度以上の高度であれば腐海の上空であっても瘴気マスクをつける必要はない。
瘴気の毒素は腐海の植物が地中の有毒物質を無毒化する過程で生じた二次代謝物であり、数百年かけて無毒な結晶になっていく。清浄な水と空気のみで腐海の植物を育てると瘴気を出さず大きくもならない。

ムシゴヤシ
代表的な腐海植物。王蟲が好んで食べる事からこう呼ばれる。新しい腐海ができる時はムシゴヤシが先駆的に成長し、その後小型で多様な植物群がゆっくりと育って、多様な腐海の生態系を形成していく。成木は光合成を行い、最大樹高は50メルテ（作中の単位）に達する。1日の間に胞子を飛ばす時間が決まっているらしい。

ヒソクサリ
猛毒の腐海植物。土鬼軍が生物兵器として利用するべく、不妊化や瘴気の強化など品種改良した種苗が突然変異を起こして粘菌と化し、最終的に大海嘯の引き金となった。

粘菌
この世界における粘菌は、腐海に生息する、移動能力を持った細胞群体である。群で生活し、老化したり餌がなくなると球状に集まって休眠する。この球は時が経つと弾けて胞子を放出する。粘菌が感情を持っている描写がある。映画には登場しない。

変異体の粘菌
土鬼軍が兵器として培養・品種改良したヒソクサリの苗が突然変異を起こして生まれた粘菌で、爆発的な増殖速度と短い寿命、強い毒性の瘴気を持つ。
猛毒の瘴気を撒き散らしながら地表を食い尽くし、大海嘯の呼び水となったが、最終的には飲み込んだ王蟲の群に付着していた腐海植物の苗床となり、腐海生態系に取り込まれた。

蟲（英：Bug）
腐海に生息する動物の総称。作中における用字は「蟲」であり、腐海以外に生息する昆虫などは「虫」と表記され、区別されている。
王蟲のように巨大なものから微小なものまで、多種多様な大きさや形態のものが存在する。その多くは体節制をとる外骨格の体に多数の関節肢を具えた、現生の節足動物に似た形態をしているが、顎は横開きではなく脊椎動物のような縦開きである。
生息空間を基準に地蟲（じむし）と翅蟲（はむし）に大別される。翅蟲は2対以上の翅を具えた飛翔性であり、地蟲は地上棲か地中棲である。水中で活動できるものもいる。瘴気の無い所では長く生きられない。基本的に卵生である。体の成長に合わせて脱皮を繰り返すが、変態に関しては完全変態するものから不変態型まで様々なタイプがいる。食性に関しては、他の蟲を対象とした狩りをしない種、すなわち捕食性の低い種が多いが、中には高い種もいて、作中にも狩りの描写がある。蟲は強い光や高い音に敏感で、閃光弾（光弾）や蟲笛や鏑弾といった道具で、一時的に活動を停止させたり、行動をある程度誘導する事もできる。
腐海の植物と並んで蟲は腐海生態系の主要な構成要素であり、個体や種、時空さえも超えた超個体的意識（集合精神）を形成している。蟲に危害を与えると群をなして反撃される為、腐海のほとりで暮らす人々の間では蟲を殺す事はタブーとされている。一方で危害さえ加えられなければ人間が腐海に侵入しても全く意に介さない。

王蟲（別表記：オーム、英：Ohmu、NWP：Giant Gorgon）
最大の蟲。現実世界の等脚類（ワラジムシ目動物）を巨大化したような、十数節の体節からなる濃緑色の体と多数の歩脚をもつ。第3節に6個、第4節に8個の計14個のドーム状の眼があり、普段は青いが怒ると赤く、気絶すると灰色になる。水中でも活動できる地上棲で卵生。卵から孵化した幼生は体長50 cm程で、脱皮を繰り返して成長し成体は体長70 mを超える。体液は青く、王蟲の血に染まった服は蟲の怒りを鎮める力がある。口腔内には直径数cmの糸状かつ金色の触手が無数にある。また「漿液（しょうえき）」と呼ばれる透明で粘性のある液体を分泌することができ、この漿液を人間が肺に満たす事で液体呼吸が可能となる。腐海の“大木”であるムシゴヤシを好んで食べ、王蟲がムシゴヤシを食べ進んだ跡は森の中にトンネル状の空間となって残り「王蟲の道」と呼ばれる。
表皮は作中で一般的な超硬質セラミックよりも非常に堅牢かつ弾性に富み、軽量であって脱皮殻は装甲板、刃物や甲冑に加工される。特に眼の部分は透明なドーム状で、ゴーグルのレンズやガンシップの風防に利用される。300年前の大海嘯は、古代エフタル王国の王位継承を巡る内乱によって増大した武器の需要に応える為に王蟲が乱獲された事が原因だったと伝えられている。風の谷の戦士は、戦場に出る際には王蟲の甲皮から作られた胴鎧と手甲を着ける。
比較的高度な知性があり、さらに超個体的意識ももつ。思いやり、慈しみ等といった精神文化を有しており、時には自身が憎しみに駆られて殺してしまった人間のことすら悲しむ。念話で人間と対話したり、他種の蟲に指令を出すこともある。土鬼の土着教では、王蟲は神聖な存在であるとされていたらしい。
映画における王蟲の鳴き声は布袋寅泰が演奏するエレキギターの音が使われている。

大王ヤンマ
人の身長と同程度の体長の翅蟲で、青緑色の細身の体に同形同大の2対の翅を持ち、脚は4対で、赤い眼は頭部側面の大きな1対の他、頭部側面の小さなものを1対持つ個体と、茶色がかった緑色の体に4対の翅を持ち、脚は多数で、赤い眼は頭部側面の大きな1対の他、頭部前面に横一列に並ぶ小さなものを5つ持つ個体がいる（体、眼の色はどちらも映画版）。クチバシ状の口器を持ち、口腔内には舌のようなピンク色の器官がある。活動の際には、身体からきしむような音を発する。「森の見張り役」と呼ばれ、腐海に何らかの異常が起こった時、他の蟲を呼び集める働きを持つ。人間を攻撃する王蟲等に随伴する事が多いが、自ら人間を襲う描写はほとんどない。ヤンマに似ている。

ウシアブ
翅蟲の一種。赤茶色ないし紫色の丸い体に2対の翅を持ち（赤茶色の体は原作、赤茶色ないし紫の体は映画版。原作・映画共に赤い眼）、翅を広げた幅はメーヴェの全幅の2倍程。縦に開く大きな口を持つ。赤い眼は頭部側面のやや大きな1対の他、頭部前面に横二列に並ぶ小さなものを7つ持つ。8本の脚を持つ。水辺に産卵し親が卵を守る習性がある。また危機を感じるとスズメバチのように歯を噛み鳴らし、触角を震わせて仲間を呼ぼうとする。牛と同程度の体長である。
映画は腐海に侵入後蟲に襲われ、風の谷に落下したトルメキアの大型船に潜んでいたが、ナウシカが蟲笛を使って森に帰した。
なお、実在するハエ目アブ科アブ属の昆虫の1種であるウシアブ（学名：Tabanus trigonus）とは無関係。

ヘビケラ
竜や蛇のように細長く上下に平たい体（原作は赤茶色の体、映画版は背は紫、腹は灰色）に2対の翅を具えた大型の翅蟲で、全長は数十mに達する。脚はなく、赤茶色の頭部に昆虫の大腮（おおあご）のような巨大な赤茶色の鎌状の器官を具え、尾端には映画はオレンジ色の剣状の突起がある。オレンジ色の眼は頭部側面の大きな1対の他、頭部前面に横一列に並ぶ小さなものを3つ持つ（原作の突起の色は不明。原作・映画共にオレンジ色の眼）。飛翔速度は航空機であるバカガラスより速い。群で移動する前に大量の卵を産み残す習性がある。ミノネズミの成虫。

ミノネズミ
地蟲の一種で、ヘビケラの幼生。「蓑鼠」というその名の「蓑」は、頭に密生している黒い毛に由来する。鼠のように地面を走る。頭部に白くて小さいが、ヘビケラと同様に鎌状の器官を具えている。赤い眼は、ヘビケラと同様に頭部側面の大きな1対の他、頭部前面に横一列に並ぶ小さなものを3つ持つ。焦げ茶色の体（毛と体、眼の色は映画版）。脚は5対。群で行動し、外敵に対しては跳びかかって攻撃する。
映画に登場し、資料にはヘビケラの幼生という記載がある。原作にはヘビケラの幼生という記載はないが、似た形態の地蟲が登場。

#### 腐海の住人
蟲使い（英：Worm Handlers）
蟲を操り、遺跡や墓所を探索して金目の物を探し当てるのを生業にしている一族。強烈な悪臭と、死体を好んでまさぐり金品を盗る事、探索用の蟲を連れている事から、一般の人々には忌み嫌われており、ナウシカも当初は差別的な発言をした。腐海内（砂漠近く）の火山の火口の中の、地中の噴気を利用した空気の浄化装置を備えた、岩穴に住んでいる。蟲使いが蟲を操る時は、「チッチッ」という音を出す。蟲使いは蟲を使うが、同時に深い愛情をもっている為に森から許されているという。
古エフタルの武器商人の末裔であるとも、森の人が蟲使いの祖であるとも伝えられている。300年前は11の支族が存在したが、長年の間に3つの血筋が絶えた。子孫を残す為、自分達の子供だけでなく戦災孤児も育てている。
トルメキア戦役ではトルメキアに雇われた者がいた一方で、土鬼に対しても囮用に培養した王蟲の幼生を売っていた。終盤では、各部族から1人ずつ選ばれた屈強な若者達がシュワに向かうナウシカと行動を共にした。
独特な形状のマスクとヘルメットを着用しており、人界でこれを外し顔を出す事は不吉な事とされている。映画にだけ登場するトルメキア軍のコマンド兵が似たデザインのヘルメットとマスクを着用しているが、彼らは蟲使いとは無関係である。
映画には登場しない。

森の人（英：Forest People）
人界を離れ、腐海の奥底で暮らす人々。火を使わず、蟲の腸を衣とし、蟲卵を食べ、蟲の体液で作った泡を住処（テント）とする。ユパさえも実在した事に驚いた程外界と接触を持たず、ある種の伝説とされてきた。300年前の大海嘯の時森に入ったエフタル王国の末裔で、彼らを導いた青き衣の者の言葉を今も守っている。
蟲使いの祖で最も高貴な血筋であるという伝承があるが、セルムは祖父と母は蟲使いの出だと言い両者の関係の深さが示唆されている。蟲使い達は森の人を畏れ敬っており、森の人の指示には速やかに従う。
土鬼の貯蔵庫（庭園）に何度も人を送り込んでいるが、全員が主に取り込まれて庭園で生涯を終えている。腐海の尽きる所にも人を送っているが、やはり誰も帰ってこなかった。
映画には登場しない。

### 人工生命体
巨神兵（英：God Warriors、Giant God Warriors、Giant Warriors、NWP：Fire Demon）

火の7日間で世界を滅ぼしたとされる巨人。物語時点ではそのほとんどが腐海で木々に埋もれ、化石と呼ばれている。
ペジテ市の地下で発見された骨格は化石化しておらず、トルメキアの侵攻を受けるきっかけになった。後に土鬼によって持ち去られ、人体複製技術の応用で肉体を完成される。実は旧世界の人類があらゆる利害と諍いを調停するために作り出した人工の神であり、知能と人格を併せ持っている。秘石を持っていたナウシカを母親と認識し、彼女と共に墓所に行く途中、彼女から「オーマ（英：Ohma）」と名付けられ、最終的に墓所の主を握り潰して息絶えた。
映画ではトルメキアが持ち出すが、輸送船が墜落したことで風の谷に持ち込まれる。クシャナによって谷で復活が進められ、押し寄せた王蟲の群れを焼き払うのに使われるが2発撃ったのみで肉体が溶け落ちてしまった。

ヒドラ（英：Heedra）
旧世界の技術で造られた不死身の人造人間で、かつて初代神聖皇帝が土鬼を征服した時に従えていたと伝えられている。
皮膚はサボテンのようにとげがあり首がなく、ドーム状の頭の正面には小さな3つの目がある。手足の指は、3本ないし4本。人の2倍程の巨体。中枢（頭部）を破壊されると身体が溶けるが、身体に大きな損傷を受けても、中枢を破壊されなければやがて動き出す。知能は低く、言葉を話す事はできない。墓所の貯蔵庫では、ランニングシャツと長ズボンといういでたちで農夫として働いている。
墓所にいたヒドラは、もとは父親である初代神聖皇帝が貯蔵庫から連れ出したものである。土鬼平定後は初代神聖皇帝がヒドラを墓所の中に入れ、使用を禁じたが、ナムリスは秘密裏に墓所の中で量産と調教を進めていた。ナムリスのヒドラは面鎧をつけた上に一つ目の神聖皇帝の紋章が入った頭巾を被り、長ズボンのみを着用してこん棒や長剣で武装していた。: ヒドラ使いは、歯に細工を施して出す「チッチッ」という人間には聞こえない高音域の音で制御する) 。餌は流動食で、漏斗状の器具を頭頂部に挿して流し込む。
人間も手術（肉体移植）をする事で、ヒドラと同じ不死身の体を得る事ができる。初代神聖皇帝や皇兄ナムリスや墓所の教団が不老不死を得る為にその手術を受けた。その場合、記憶や知能はベースとなった人間のものが受け継がれる。頭部を破壊されない限り死ぬ事は無いが、苦痛は人間だった頃と同様に感じる。
映画には登場しない。

### 伝承
青き衣の者
作中世界で伝えられている伝承、予言。多少の差はあるが「青い衣の者が金色の大地に現れ、人々を緑の清浄の地（青き清浄の地）へ導く」という内容である。
白い翼の使徒として土王の時代に土鬼の地で盛んに語られていたが、神聖皇帝によって異端、邪教とされた。しかしその後も密かに語り継がれており、青き清浄の地へ導く救世主とも、極楽への案内人、死神ともされている。鳥の人とも呼ばれる。
森の人は青き衣の者に導かれて腐海へ入ったと語り継いでおり、道を指し示す者とされている。
ミラルパは、バラバラだった帝国を僧会と自らへの信仰心でまとめ上げた為、異端である青き衣の者が現われると、そこから帝国が崩壊するという危機感を募らせており、青き衣の者を自称する者の出現の度に容疑者を処刑していた。
この伝承は映画は一度、原作は二度にわたりナウシカによって具現化される。原作の一度目と、映画に共通する事象は、青き衣は王蟲の血に染まった服である事と、金色（こんじき）の野は王蟲の金色の触手である事。原作の二度目においては、青き衣は墓所の血（王蟲の血よりもさらに青い）に染まった服であり、金色の野は夕陽を浴びて金色に見える灼（や）けただれた土鬼のシュワの大地。原作の一度目にナウシカの事を伝説の具現と言ったのは、土鬼の盲目のマニ族僧正（そうじょう）、二度目は土鬼の僧官チヤルカ。
映画は風の谷の伝承である。映画タイトルバックは背景が青いので白い服で白い翼のある女性、オープニングタペストリーも白い翼の青い服の空飛ぶ女性、本編は風の谷の城のジルの部屋の壁の旗に金色の鳥を連れた金色の服の男性、盲目の大ババの想像も橙色の鳥を連れた青い服の男性として描かれている。映画で伝説の具現と言ったのは大ババ。

### 技術
文明崩壊によって多くの科学技術が失われており、電子機器や内燃機関等は使用されていない。原作・映画共に、飲料用の上水道を使う場面はないが、井戸や風の谷の人工の貯水池や堰（上記の風の谷の項を参照）が出てくる他、原作は風の谷の小さな風車小屋の壁に水道管らしき物が、映画は風の谷の小さな風車小屋の壁に樋がつき（映画の風車は地下水をくみ上げているが、風車が止まっている為樋に水は流れていない）、『水彩画集』の映画の設定に、風の谷には注水槽があるという記述がある。旧世界の科学技術を受け継ぐ高性能な「船」または「艦」と呼ばれる飛行機械が盛んに利用されているが、エンジンは旧世界の遺物であり新造する事はできない。陸上は、映画におけるトルメキア軍の戦車以外はトリウマ等の動物を利用する程度しかない。原作は、トルメキア人が毛長牛に引かせた車や、輿（特に貴族）（土鬼の長老である僧侶がこれよりもっと簡素な輿を使用する場面もある）を使用する場面もある。通信は信号旗や信号灯、伝声管、伝令、狼煙などに依っている。旧世界の遺物の軽くて錆びない超硬質セラミックが、重くて錆びる金属に代わる一般的な素材として、刃物や甲冑、航空機等に使用されている。また、シリウス等の星の名前（映）や方角、ヴァルハラ等の神話（原）に関する伝承は残されており、さらに活版印刷も普及している。

#### 小道具
瘴気マスク
防瘴マスクとも。腐海の瘴気を防ぐ防毒マスクで、地域によって様々な形態がある。人間用だけでなく、各種の家畜用の物もある。かつての遺伝子工学が生んだ薬草「トリツユ草」（この草は風の谷に自生する）の活性炭を用いて吸気を浄化している。
風の谷のマスクは口と鼻のみを覆うタイプ（主にナウシカが着用しているもの）と頭巾状で目の部分にガラスが入っているタイプ（主に城オジたちやユパが着用しているもの）があるが、いずれも口の前に音声用の穴があり、その左右に先端に吸気口のある袋状の構造を持つのが特徴。
アスベルのマスクは耳の位置に浄化装置が1対あり、ナウシカと共に腐海の底を脱出する際はマスクを2つに分けて使用した。
トルメキアのマスクには簡易マスクと重マスクがあり、瘴気濃度への対応力や水の摂取可否などに差がある。簡易マスクは口鼻を覆うやや袋状で口元左右に凸部と吸気口がある。ワイド版第5巻61頁では同様の形状のマスクながら備え付けられたパイプ経由で水を飲む描写があるが、これが重マスクなのかは不明。
土鬼のマスクも口鼻のみを覆う袋状で4本のパイプが横1列に突出している。外側の1対にホースを繋いで空気瓶から空気を供給することもできる。
蟲使いのマスクは鼻に装着するもので頭巾後部の小さな箱とホースで接続されており、口元は帯布を巻いて覆っているのみである。
森の人のマスクは風の谷の頭巾状のものと似ているが、袋状の構造がより長く後頭部まで巻き付くように伸びている。

蟲笛（英：insect charm）
音によって蟲を鎮める護身用の道具。手持ちのものは紐を持って振り回したり、メーヴェに乗って気流に晒すことで鳴らす。映画版の劇場パンフレットによれば、各自が手作りするもので各々音色が異なる。風の谷では塔の先端に設置して気流で鳴らすものや、凧を連ねて飛ばすことで鳴らすもの（蟲凧）も用いられる。

鏑弾
発射すると鋭い音波を発して飛ぶ銃弾で、蟲の感覚を一時的に混乱させることができる。谷では手作りされている。サパタではクシャナ隊の迎撃に出てきた毛長牛による土鬼騎兵部隊に対してナウシカが使用し、土鬼騎兵隊を混乱に陥れた。
なおナウシカの使う長銃はライフリングのない単発ボルトアクションであるため弾尾に安定翼を持つ。

光弾
光で蟲の感覚を混乱させる道具。読みは「こうだん」あるいは「ひかりだま」。衝撃を与えると数秒間閃光を発するもので、工房都市で生産される重要な交易品。地面に投げつけたりメーヴェから投下したりして用いる。

#### 船
物語世界では船または艦と言えば飛行機械を指す。英語版では"airships"と呼んでいる。登場する船はいずれも噴射式のエンジンを備えているが、その製造技術は既に失われており、遺跡から発掘した物や廃船から回収した物を利用して船を建造している。なお、バージ、ブリッグ、戦列艦、コルベット、ケッチ、浮き砲台といった名前は現実では水上船の類別に用いる語句である。詳細はそれぞれのページを参照。
水上を航行する船舶の描写は少なく、トルメキア第2軍の強襲揚陸艦や、門橋・小舟が登場する程度。
メーヴェ（英：Mehve）

辺境の風使いが使用する小型ジェットグライダー。強力な小型エンジンを1基備えており、1人乗りだがもう1人乗せる事も不可能ではない。原作・映画共に機体は白。
作中では「凧」とも呼ばれており、エンジンは過去に製造された物を使用している。翼などを折りたたんで大型船に搭載することができるほか、他の船とワイヤーを繋いで曳航することもある。

ガンシップ（英：Gunship）

小型の戦闘機の総称。風の谷やペジテ市を初めとした辺境諸国はそれぞれ形態の異なるガンシップを所有している。求めに応じて族長がトルメキアの戦争に参戦する事を引き換えにトルメキアから自治権が保証される程強力な戦力となる。ガンシップ自体の積載量は少ない為、食料・弾薬や従者はバージと呼ばれるグライダーを曳航して運ぶ。
風の谷のガンシップは2人乗りで建造は約100年前。無尾翼機で機首に大型の単発ロケット砲2門と機銃2門を備える。映画は城内での収納及び、バカガラスでの輸送時に翼を畳んだ状態で映る。原作はトルメキア戦役ではナウシカが操縦しミトが同乗、クシャナ支隊壊滅後はミトやアスベルの操縦で、城オジやクシャナ一行、蟲使い達の乗るバージと共に彼らの足として使われた。最終的にはシュワでエンジンを損傷し、墓所の上に不時着、墓所の崩壊に巻き込まれて喪失した。映画はバカガラスから積んでいたこの機体に乗り移り、ナウシカが操縦しミトとクシャナが同乗していた。後にミトが操縦しユパが同乗していたが、途中でユパはペジテのブリッグに乗り移った。最後は着陸した風の谷外縁の砂漠で、王蟲の群に踏み潰された。
ペジテ市のガンシップは1人乗りで、2門の機関砲とコクピット正面の大きな透明ドームが特徴。原作・映画共にアスベルが搭乗してクシャナの戦隊を襲撃し、装甲コルベットに撃墜された。

バージ
エンジンを持たない小型貨物用グライダー で、ガンシップなどに曳航される。風の谷のバージは翼根が厚く胴体の短い無尾翼機で、機首に操縦席と曳航用フックが備えられている。また翼内にメーヴェが格納できるスペースがある。
映画では翼を折りたたむことができる。

ブリッグ（英：Brig）
大型の貨物機。辺境の中にはブリッグでトルメキアの招集に応じる部族もあった。
ペジテのブリッグはトルメキアに侵攻された際に避難民を乗せて脱出するが、腐海に隠れた際に地蟲に襲われ風の谷のガンシップの救援も及ばず墜落した。
蟲使いたちのブリッグはユパが密航して村に潜入し、脱出時にアスベル・ケチャと共に奪取。しかし追手の浮き砲台によって撃墜された。
映画ではペジテの生き残りが使用し、空中で装甲コルベットから乗り移ってきたトルメキアのコマンドに制圧されかけるもユパによって危機を脱した。

戦列艦

通称バカガラス。トルメキアの大型輸送機で、機首に観音開きの大型扉を備え大きな積載量を持つ他、胴体や翼に多数の銃座・砲座を持つ。トルメキア軍内で多数が運用されている。

装甲コルベット

コルベットと通称される、トルメキアの大型戦闘機。機体の前後に主翼を持つタンデム翼機。胴体各部の銃座、後尾の砲座と胴体下部に4門のロケット砲を持つ。

重コルベット
トルメキアの王族が乗る超大型戦闘機。装甲コルベットより大型で、同じくタンデム翼機。火力や装甲も強化されている。映画には登場しない。

ケッチ
トルメキアの戦闘機。タンデム翼のコルベットより小型の単翼機。先尾翼形式のものとV字尾翼形式の物が描かれ、前者はバムケッチと呼ばれている。後者はクシャナらも搭乗した。映画には登場しない。

大型船
映画のみ登場。トルメキアの超大型輸送機。バカガラスを2機繋げた位の大きさでタンデム翼機。巨神兵とペジテの王族であるラステルを輸送する任を負っていたが、何らかのために腐海に降りて蟲を殺したため地蟲に襲われ、風の谷付近で墜落した。映画のエンディングでは多数機がクシャナ収容に飛来するシーンがある。

浮砲台
土鬼の各侯国が所有する戦闘兼輸送艦。水上船の横に突き出した腕に浮上用の、船尾に推進用のジェットエンジンをつけたような形。巨大な艦体に多数の火砲を搭載する。船体は木造である。映画には登場しない。

戦艦
土鬼僧会が保有する大型戦闘艦。浮砲台の数倍の大きさで、船体は前後に長い長球状。。多数の火砲を搭載する。浮砲台と異なり防御力も高く、消火設備や防火扉を艦内の随所に設置する等ダメージコントロールも考慮されている。艦内には神聖皇帝専用の小型連絡艇を搭載している他、ヒドラの飼育施設等も完備する。操縦席下部に位置する大窓の部分がナムリスの専用室となっていた。映画には登場しない。

飛行ガメ
飛行ポッドとも。土鬼の浮揚性能を備えた起重機のようなもので、発掘した反重力浮揚装置をセラミック製の壺型ポッドに収めたもの。機体側面に固定機銃（絵コンテ全集は固定砲と記載）が4基装備されている。偵察や伝令など様々な用途に使われる。
映画ではペジテの人々が王蟲の誘導に使い、旋回機関銃も装備していた。

#### 車両
動力を搭載した車両は登場せず、動物に牽引させる荷車や移動砲台がいくらか登場するのみである。映画のみ以下の自走砲が登場する。
自走砲
映画のみに登場した、トルメキア軍の陸上における主力兵器。クロトワとギックリは「戦車」と呼んでいるが、旋回砲塔を持たず、火砲は車両の戦闘室に固定式に搭載されている。水かきのようなキャタピラー（無限軌道）を持つ。

### 動物
キツネリス（英：Fox-squirrels）
長い尾と耳を持つ、雑食性の小動物。体毛は黄色の地に茶色の大まかな横縞。眼は緑色。『天空の城ラピュタ』にも登場。
テト（英：Teto）
ナウシカと行動を共にするキツネリス。羽蟲（原作では大王ヤンマ）に攫われているところをユパが助け、ナウシカが譲り受けた。本来人には慣れないがナウシカに懐き、道中でナウシカが助けた幼児と戯れることもあった。巨神兵の「毒の光」で弱り死んでしまい、「墓所の貯蔵庫」外縁の古木の下に埋葬された。

トリウマ（英：Horseclaws）
恐鳥類のような巨大な嘴と頭部、強大な脚を持つ地上性の鳥。翼はなく、空を飛べない。足が速い。過去の産業文明が品種改良により造り出した種で、作中の世界ではウマが哺乳類だった事は一部の知識人以外からは忘れ去られている。荷物の運搬や跨乗しての移動に用いられる。トルメキア軍の騎兵はトリウマ。カイの死後クシャナが「食料にせず丁重に埋葬してやれ」と指示しており、肉は食用になるらしい。
カイとクイ（英：Kai and Kui）
ユパの連れていた2頭のトリウマ。カイは初陣祝いとしてナウシカに贈られ、サパタでの戦闘で土鬼軍から受けた銃撃の傷がもとで死んだ。クイはその後もユパが連れていたがセム市の鉱山町で酒場に預けられ、ミトらによって回収され最後はシュワの墓所までナウシカ一行に同行した。酒場で預けられている間にクイは卵を産み、旅の途中で孵化した。

毛長牛
四つ足の獣で、足裏が小さく指の長い足をしている。資料によってヤギ牛、山羊牛とも。この世界で一般的な畜獣で、乳は飲用に、毛は衣類に用いられる。土鬼軍の騎兵は毛長牛に乗る。

ケスト（英：Kest）
「墓所の貯蔵庫」の庭園にいた、人の背丈ほどの体高で大きな角を持ったヤギ。人の言葉を解し、話しもする。もっとも、この庭園にいる動物たちは小鳥でさえも人語を話し、ケストと同じ種のヤギも多数いるが名前を呼ばれるのはケストだけである。映画には登場しない。

## 制作背景

### 執筆の経緯
『ルパン三世 カリオストロの城』の公開後、宮崎はテレコム・アニメーションフィルムの海外合作『名探偵ホームズ』『リトル・ニモ』の制作準備に関わりながら、次回作の構想を練るために多数のイメージボードを描いた。その中には『となりのトトロ』や『もののけ姫』の原案のほか、「グールの王女ナウシカ」「風使いの娘ヤラ」「サンド王蟲（オーム）」といった本作のモチーフも描かれている。しかし、『カリオストロの城』の興業成績の不振により「企画が古臭い」というレッテルを貼られ、アニメ業界では不遇の地位に甘んじていた。
アニメージュ編集部は『未来少年コナン』や『ルパン三世 カリオストロの城』を通じて宮崎の才能に着目しており、1981年8月号において「宮崎駿特集」を掲載した。また、宮崎から『戦国魔城』と『ロルフ』 という2本の映画企画を預かり、徳間グループの映像会議に提出したが、原作が存在しないことを理由のひとつとして採用されなかった。そこで、編集部はアニメ化への布石と誌面の話題作りを兼ねて、宮崎に連載漫画の執筆を依頼した。担当編集者の鈴木敏夫に口説かれた宮崎は、「漫画として描くならアニメーションで絶対できないような作品を」という条件で受諾。『ロルフ』にSF的な「腐海」という設定を加え、『風の谷のナウシカ』の題名で執筆を開始した。
連載開始時には『名探偵ホームズ』との掛け持ちで多忙を極めたため、第2話以降しばらくは鉛筆原稿のまま掲載された。宮崎は映画化の際には原作も終わらせることを考えたが、アニメーション作家として地位を確立した後も執筆を続け、12年かけて完結に導いた。
連載途中（1992年）アニメージュ誌の締め切りまでに1ページ書き足りなかったことがあり、「いいわけ」としてその1ページ分を使って趣味の軍事ショー見学記の漫画が書かれたことがあった。最後のコマでは「おわび」の「び」の字を消して「り」に直し「おわり」としている。

### 物語設定の背景
宮崎は少年時代に読んだ『マクベス』の「森が動く」という台詞に驚き、植物のことを扱いたいという意識を持っていた。漫画家志望だった学生時代には革命ものの習作を描いていたが、本作では「人間がいる世界というか、自然物というか、そういうものとの関係を語らないと、生産と分配の問題だけを論じてもくだらないことになると思ったんですよ」と述べている。
物語序盤に提示されていた自然と科学技術の対立という構図は、後半では世界の浄化を巡るより複雑な構図に変化していく。宮崎は、この作品を結ぶにあたり影響を受けた事件としてユーゴスラビア内戦を挙げ、「あれだけひどいことをやってきた場所だから、もう飽きているだろうと思ったら、飽きてないんですね」「戦争というのは、正義みたいなものがあっても、ひとたび始めると、どんな戦争でも腐ってゆく」と述べており、これを物語終盤に反映させた。

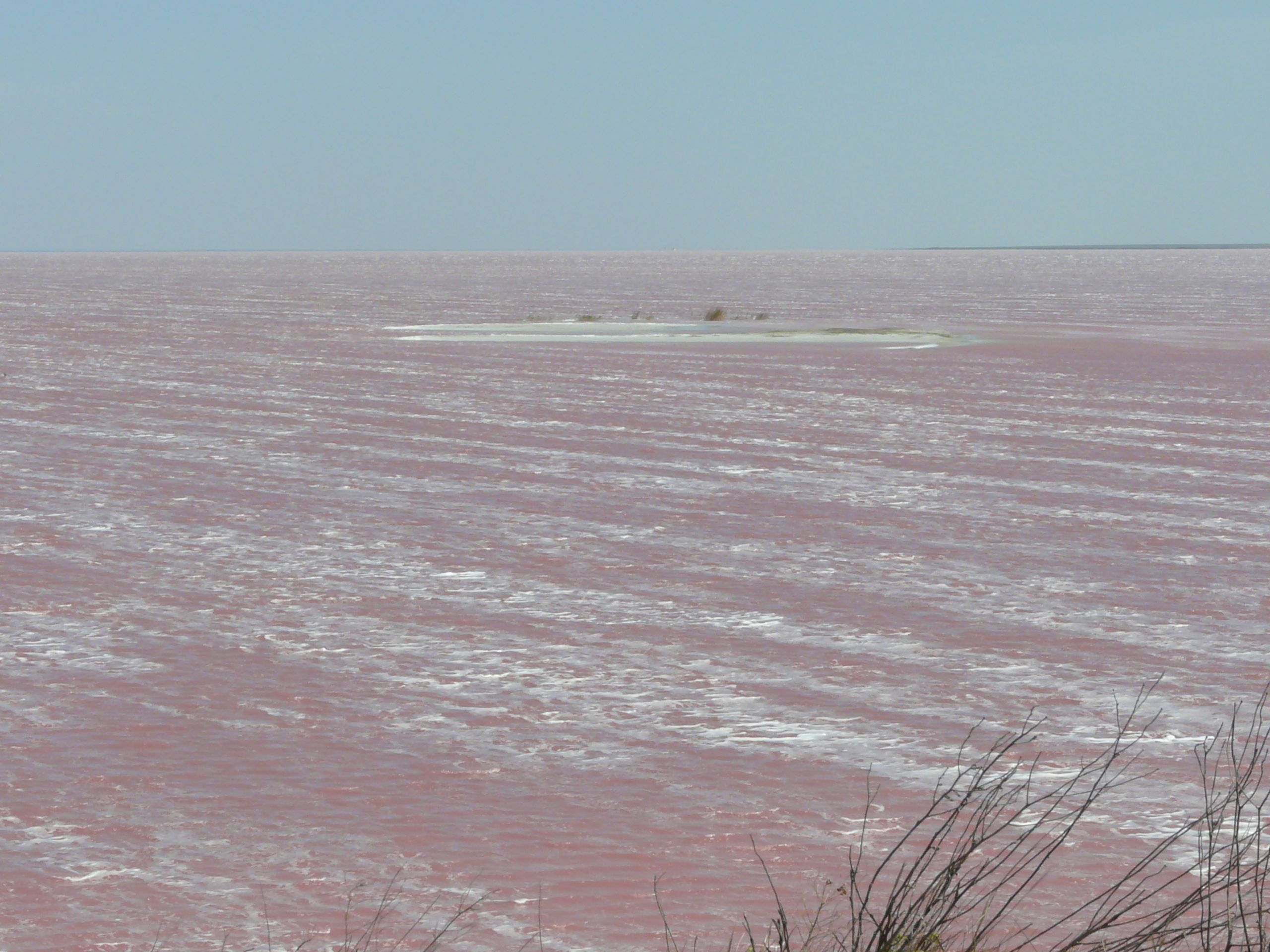
腐海のモデルとなった「腐海」（ウクライナ/クリミア半島）

宮崎は風の谷のイメージを「中央アジアの乾燥地帯なんです」と発言し、腐海のモデルはウクライナ、クリミア半島のシュワージュ（腐海）としている。オーストラリアのオルガ山（カタ・ジュタ）には風の谷（Valley of the Winds）という場所があるが、スタジオジブリによれば関連はない。
宮崎の初連載漫画『砂漠の民』も中央アジアを舞台としており、主人公の属するソクート族の王都「ペジテ」が登場している。作中の地名にも、中央アジアやタリム盆地の都市に関連した地名が見られる。「古エフタル王国」は言語などが謎に包まれたエフタルと呼ばれる中央アジアの遊牧民、「トルメキア第四皇女クシャナ」はインド北部に生まれたクシャーナ朝との関連が指摘される。
旧世界の産業文明が発生した場所はユーラシア大陸の西、つまりイギリス周辺としている。

### 本人による評価
宮崎によれば、作品の出発点になっている自分の考えを自分で検証することになって、後半はこれはダメだという所に何度も突き当たらざるを得ないことの連続だったという。予定調和なユートピアを否定することになり、ぐちゃぐちゃになってしまったとも語る。体力的にも能力的にも時間的にも限界で、何の喜びもないまま終わって、完結していない作品だと説明している。ジャーナリストの立花隆は、宮崎駿本人に「あれは映画にしないのか」と尋ねたところ、「できない」との返事を受け取ったと述べている。

### ナウシカのモデル
パイアキアの王女
ナウシカのモデルとして、ギリシアの叙事詩『オデュッセイア』に登場するパイアキアの王女「ナウシカ」が挙げられている。宮崎は、バーナード・エヴスリン著の『ギリシア神話小辞典』でナウシカの名を知り、すっかり魅せられたと言う。
パイアキアの王女ナウシカは、俊足で空想的な美しい少女で、求婚者や世俗的な幸福よりも、竪琴と歌を愛し、自然と戯れることを喜ぶ感受性の持ち主。漂着したオデュッセウスの血まみれの姿を怖れず、彼を助け自ら手当し、即興の歌で彼の心を解くのは彼女である。ナウシカの両親は、彼女がオデュッセウスに恋することを心配して、彼を急き立てるように出帆させる。彼を乗せた船が見えなくなるまで、ナウシカは岸部で見送った。
ナウシカは、その後ある伝説によると生涯結婚せず、最初の女吟遊詩人となって宮廷から宮廷へと旅して、オデュッセウスと彼の冒険の航海を謳い続けたという。
虫めづる姫君
ナウシカのもう一人のモデルとして、平安時代後期の短編小説集『堤中納言物語』内の10話ある短編の一つ『虫めづる姫君』が挙げられている。「虫愛ずる姫君」と呼ばれた貴族の姫君は、年頃になっても野原をとび歩き、眉をそってお歯黒を塗るようなことはせず、芋虫が蝶に変身する姿に感動したりして、世間から変わり者扱いされていた。

### 他作品からの影響
漫画 ロルフ
ベースになった映画企画『ロルフ』は、アメリカの漫画家リチャード・コーベン（Richard Corben）のコミック"Rowlf"（1971年）をもとに、「小国の運命を背負うお姫様」という着想を得たもの。宮崎は東京ムービー新社に対して"Rowlf"の版権取得を提案してもいる。『ロルフ』は宮崎が漫画家の手塚治虫と共同で映像化しようとしたものの、原作者が許可しなかったために立ち消えとなった企画だった。
歴史的な人物
作品内に登場する人名や地名などには、実際の歴史的事項に一致または類似するものもある。例えば、クシャナはインドの王朝名（クシャーナ朝）、地名エフタルは実在の遊牧民族名、ミラルパは実在のチベット仏教行者（ミラレパ）など。
メビウス
ルネ・ラルーのアニメ映画『ファンタスティック・プラネット』（1973年）や、手塚治虫、諸星大二郎の影響も指摘される。なかでもフランスの漫画家メビウスの『アルザック』（1975年）には強い影響を受け、宮崎自身メビウスと対談した際に「『ナウシカ』という作品は、明らかにメビウスに影響されつくられたものです」と語っている。また、腐海と人間との関連性には、中尾佐助の唱えた照葉樹林文化論も影響している。
パステル都市
その他にも、『パステル都市』『地球の長い午後』『デューン/砂の惑星』等のSF小説の影響を指摘する論者もいる。特に『パステル都市』には、腐敗・酸化した土地、そこから掘り出される過去の遺物を再利用する黄昏の文明、その特徴的な遺物である飛空艇、対立する2人の女性王族、それを助ける剣士、世界を破壊する前世紀の人造人間など、ナウシカと共通するモチーフが多い。さらに、作品の主要舞台となる「錆の砂漠」という地名の固有名詞が、書籍に掲載されている宮崎駿が書き下ろしたアニメ版ナウシカの幻の主題歌の歌詞に登場していることも確認できる。

## 書誌情報

### ワイド判
- 宮崎駿『風の谷のナウシカ』徳間書店〈ANIMAGE COMICS ワイド判〉、全7巻
  - 『風の谷のナウシカ』 1巻、1983年7月1日。ISBN 978-4-1977-3581-5。OCLC 754110490。
  - 『風の谷のナウシカ』 2巻、1983年8月25日。ISBN 978-4-1977-3582-2。OCLC 803824232。
  - 『風の谷のナウシカ』 3巻、1984年12月1日。ISBN 978-4-1977-5514-1。OCLC 754111094。
  - 『風の谷のナウシカ』 4巻、1987年3月1日。ISBN 978-4-1977-7551-4。OCLC 754111148。
  - 『風の谷のナウシカ』 5巻、1991年6月30日。ISBN 978-4-1977-1061-4。OCLC 881689262。
  - 『風の谷のナウシカ』 6巻、1993年12月20日。ISBN 978-4-1977-3120-6。OCLC 881689396。
  - 『風の谷のナウシカ』 7巻、1995年1月15日。ISBN 978-4-1977-0025-7。OCLC 881689507。

第1巻のみ、表紙が3種類ある。
- 初刷の版 - 表紙に〈アニメージュ増刊〉と表記、デザインもワイド判と若干違う（1982年9月発行）。
- 初期の版（2刷以降） - 表紙に〈ANIMAGE COMICS ワイド判〉と表記。デザインも現行版と同じであるが、「新装版」という文字が入る。
- 現行版。

特製ボックスケース入り7巻セット
- ピンク字の外箱バージョン

宮崎駿『特別企画 風の谷のナウシカ 全7巻セット』徳間書店〈ANIMAGE COMICS ワイド判〉、2000年12月。ISBN 978-4-1921-0002-1。
- トルメキア戦役バージョン（青地に水彩イラスト）

宮崎駿『風の谷のナウシカ アニメージュ・コミックス・ワイド判 7巻セット』徳間書店〈ANIMAGE COMICS ワイド判〉、2003年10月31日。ISBN 978-4-1921-0010-6。OCLC 992689292。

### 豪華版
- 宮崎駿『風の谷のナウシカ』（豪華装幀本）徳間書店。 全2巻。

愛蔵版。上巻がワイド判1巻 - 4巻を収録し、それぞれ第1章「風の谷」、第2章「酸の湖」、第3章「土鬼戦役」、第4章「破局へ」と命名している。下巻はワイド判5巻 - 7巻を収録し、それぞれ第5章「大海嘯」、第6章「青き地」、第7章「墓所」と命名。
- 『風の谷のナウシカ 上巻』1996年11月30日。ISBN 978-4-1986-0561-2。OCLC 674890822。ISBN 4-19-860561-0
- 『風の谷のナウシカ 下巻』1996年11月30日。ISBN 978-4-1986-0562-9。OCLC 674890845。ISBN 4-19-860562-9
- 豪華装幀本「風の谷のナウシカ」（2巻組、徳間書店、2013年2月28日）ISBN 978-4198699017

### その他
- アニメージュコミックス ワイド判 風の谷のナウシカ（全7巻組、2002年8月25日）ISBN 4-19-210002-9。
- アニメージュコミックス ワイド判 風の谷のナウシカ トルメキア戦役バージョン（全7巻組、2003年10月31日）ISBN 4-19-210010-X。
- 『風の谷のナウシカ―宮崎駿水彩画集』徳間書店〈ジブリTHE ARTシリーズ〉、1996年9月5日。ISBN 4-19-810001-2。
- 『風の谷のナウシカ―宮﨑駿イメージボード全集1』 スタジオジブリ責任編集、岩波書店、2024年12月。ISBN 978-4-00-028831-6。
- 『ナウシカ前史―宮﨑駿イメージボード全集4』 スタジオジブリ責任編集、岩波書店、2025年7月。ISBN 978-4-00-028834-7。

## 歌舞伎

### 2019年版
2019年12月に本作を原作とした新作歌舞伎が新橋演舞場で上演された。宮崎作品の歌舞伎化は初めて。昼夜2部の通し上演で、全7巻におよぶ原作ストーリーの全貌が前後編で描かれる（詳細な構成は下記参照）。映画版の冒頭部にあるタペストリーを舞台幕とし、最初に口上役が世界観を絵解きする演出が用いられている。また、久石譲による映画版の音楽を和楽器で演奏した版が随所で用いられる。
構成
- 前編（昼の部 11:30 - 14:35）
  - 序幕「青き衣の者、金色の野に立つ」
  - 二幕目「悪魔の法の復活」
  - 三幕目「白き魔女、血の道を往く」
- 後編（夜の部 16:30 - 20:40）
  - 四幕目「大海嘯」
  - 五幕目「浄化の森」
  - 六幕目「巨神兵の覚醒」
  - 大詰「シュワの墓所の秘密」

（※上演時間は歌舞伎公演公式サイト掲載、2019年12月19日時点を参照）
翌2020年2月から3月にかけて、舞台の録画中継映像が全国の主要映画館で上映（ディレイビューイング）された（前編 2月14日 - 2月20日、後編 2月28日 - 3月5日）。興行収入は前編1億100万円、後編7200万円。またNHK Eテレの番組「ETV特集」にて（同年1月25日 23:00 - 24:00）制作の舞台裏に密着取材した「ナウシカ誕生〜尾上菊之助が挑んだ新作歌舞伎〜」が放送された。
2021年1月2日に前編、翌3日に後編がNHK BSプレミアムにてノーカット放送された。
配役
- ナウシカ - 尾上菊之助
- クシャナ - 中村七之助
- ユパ・ミラルダ - 尾上松也
- ナムリス、ミラルパ - 坂東巳之助
- アスベル - 尾上右近
- ケチャ - 中村米吉
- クロトワ - 片岡亀蔵
- ジル - 河原崎権十郎
- チャルカ[注 21][252] - 中村錦之助
- マニ族僧正 - 中村又五郎
- セルム - 中村歌昇
- ヴ王 - 中村歌六
- 王蟲の声 - 市川中車
- 墓の主の声 - 中村吉右衛門
- 庭の主 - 中村芝のぶ

スタッフ
- 脚本 - 丹羽圭子、ほか[253]
- 演出 - G2[253]

### 2022年版
2022年7月歌舞伎座（7月4日−29日）において『白き魔女の戦記』の副題をつけ、「上の巻」として上演された。
初演の前編部分を短縮した形での上演（『青き衣の者、金色の野に降り立つ』・『白き魔女、血の道を征く』の二幕を再構成）で、歌舞伎座の三部制の興行体制の中に織り込まれ、歌舞伎の伝統的な「見取り狂言」の形での再演となった。
初演時にナウシカを演じた菊之助がクシャナに回り、演出も手掛ける。ナウシカは初演時にケチャを演じた中村米吉。
再演に際してナウシカのビジュアルが原作遵守の方向へ再考され、歌舞伎的な扮装を改めて、好評を博した。
また、Huluストアにおいて、千秋楽の公演が歌舞伎座では初の試みとなる生配信されることが予定されている。
同年10月から11月にかけて、映画館で上下編の映画版として上映も行われている。
配役
- クシャナ - 尾上菊之助
- ナウシカ - 中村米吉
- ユパ・ミラルダ - 坂東彌十郎
- アスベル - 尾上右近
- ケチャ - 中村莟玉
- クロトワ - 中村吉之丞
- ジル - 河原崎権十郎
- 城ババ - 市村萬次郎
- トルメキア王妃- 上村吉弥
- ミト - 市村橘太郎
- ラステル-上村吉太朗
- チャルカ- 中村錦之助
- マニ族僧正 - 中村又五郎
- 王蟲の精 - 尾上丑之助
- 幼きナウシカ - 寺島知世（尾上菊之助長女。初舞台）[260]
- 王蟲の声 - 市川中車

スタッフ
- 初演時のスタッフに加え、尾上菊之助、尾上菊之丞が演出に名を連ねている。